# Hisings landsfiskalsdistrikt
Hisings landsfiskalsdistrikt var 1918–1964 ett landsfiskalsdistrikt i Göteborgs och Bohus län, bildat när Sveriges indelning i landsfiskalsdistrikt trädde i kraft den 1 januari 1918, enligt beslut den 7 september 1917. Den 1 januari 1965 avskaffades i Sverige samtliga landsfiskaler och landsfiskalsdistrikt, och deras arbetsuppgifter delades upp på de nyskapade indelningarna polisdistrikt, åklagardistrikt och kronofogdedistrikt.
Landsfiskalsdistriktet låg under länsstyrelsen i Göteborgs och Bohus län.

## Ingående områden
När Sveriges nya indelning i landsfiskalsdistrikt trädde i kraft den 1 oktober 1941 (enligt kungörelsen den 28 juni 1941) tillfördes Marstrands stad i polis- och åklagarhänseende, efter att stadsfiskalstjänsten i staden upphört, men inte i utsökningshänseende. Den 1 juli 1945 (enligt beslut den 29 juni 1945) tillfördes kommunerna Askim och Styrsö från det upplösta Askims landsfiskalsdistrikt. 1 januari 1948 inkorporerades Backa landskommun i Göteborgs stad, och dess område överfördes därmed från landsfiskalsdistriktet. När Sveriges nya indelning i landsfiskalsdistrikt trädde i kraft den 1 januari 1952 (enligt kungörelsen 1 juni 1951) ändrades indelningen av distriktets områden genom kommunreformen 1952 då Rödbo landskommuns överfördes till Kungälvs stad i Kungälvs landsfiskalsdistrikt.

### Från 1918
Västra Hisings härad:
- Backa landskommun
- Björlanda landskommun
- Rödbo landskommun
- Säve landskommun
- Torslanda landskommun
- Öckerö landskommun

Östra Hisings härad
- Tuve landskommun

### Från 1 oktober 1941
- Marstrands stad (förutom i utsökningshänseende, som staden skötte själv)[3]

Västra Hisings härad:
- Backa landskommun
- Björlanda landskommun
- Rödbo landskommun
- Säve landskommun
- Torslanda landskommun
- Öckerö landskommun

Östra Hisings härad
- Tuve landskommun

### Från 1 juli 1945
- Marstrands stad (förutom i utsökningshänseende, som staden skötte själv)[3]

Västra Hisings härad:
- Backa landskommun
- Björlanda landskommun
- Rödbo landskommun
- Säve landskommun
- Torslanda landskommun
- Öckerö landskommun

Östra Hisings härad
- Tuve landskommun

Askims härad:
- Askims landskommun
- Styrsö landskommun

### Från 1948
- Marstrands stad (förutom i utsökningshänseende, som staden skötte själv)[3]

Västra Hisings härad:
- Björlanda landskommun
- Rödbo landskommun
- Säve landskommun
- Torslanda landskommun
- Öckerö landskommun

Östra Hisings härad
- Tuve landskommun

Askims härad:
- Askims landskommun
- Styrsö landskommun

### Från 1 januari 1952
- Askims landskommun
- Marstrands stad (endast i polis- och åklagarhänseende; utsökningsväsendet skötte staden själv)[5][6]
- Styrsö landskommun
- Säve landskommun
- Torslanda landskommun
- Tuve landskommun
- Öckerö landskommun